# 羅拉赫河 (沃爾尼茨河)
48°53′47″N 10°37′6″E / 48.89639°N 10.61833°E
羅拉赫河（德語：Rohrach），是德國的河流，位於該國東南部，由巴伐利亞負責管轄，屬於沃爾尼茨河的左支流，河道全長24.1公里，流域面積49.7平方公里。